# Liste der Bodendenkmäler in Sankt Wolfgang (Oberbayern)
Auf dieser Seite sind die Bodendenkmäler in der oberbayerischen Gemeinde Sankt Wolfgang zusammengestellt. Diese Tabelle ist eine Teilliste der Liste der Bodendenkmäler in Bayern. Grundlage ist die Bayerische Denkmalliste, die auf Basis des Bayerischen Denkmalschutzgesetzes vom 1. Oktober 1973 erstmals erstellt wurde und seither durch das Bayerische Landesamt für Denkmalpflege geführt wird. Die folgenden Angaben ersetzen nicht die rechtsverbindliche Auskunft der Denkmalschutzbehörde.

## Bodendenkmäler der Gemeinde Sankt Wolfgang

### Bodendenkmäler in der Gemarkung Jeßling
| Lage             | Objekt                                                                                             | Akten-Nr.     | Bild |
| ---------------- | -------------------------------------------------------------------------------------------------- | ------------- | ---- |
| Klaus (Standort) | Abgegangene Kirche des Mittelalters und der frühen Neuzeit mit zugehörigem Friedhof (St. Stephan). | D-1-7738-0148 |      |

### Bodendenkmäler in der Gemarkung Lappach
| Lage                                                                           | Objekt | Akten-Nr.     | Bild |
| ------------------------------------------------------------------------------ | --- | ------------- | ---- |
| Herrnberg/Hankl, im Schindelholz zwischen den beiden Gemeindeteilen (Standort) | Abschnittsbefestigung des frühen Mittelalters. | D-1-7738-0018 |      |
| Lappach (Standort)                                                             | Untertägige mittelalterliche und frühneuzeitliche Befunde und Funde im Bereich der Katholischen Filialkirche St. Remigius von Lappach und ihres Vorgängerbaus. | D-1-7738-0150 |      |

### Bodendenkmäler in der Gemarkung Pyramoos
| Lage                | Objekt | Akten-Nr.     | Bild |
| ------------------- | --- | ------------- | ---- |
| Pyramoos (Standort) | Untertägige mittelalterliche und frühneuzeitliche Befunde und Funde im Bereich der Katholischen Filialkirche St. Agatha von Pyramoos und ihres Vorgängerbaus. | D-1-7838-0178 |      |
| Pyramoos (Standort) | Verebnete Viereckschanze der späten Latènezeit. | D-1-7838-0191 |      |

### Bodendenkmäler in der Gemarkung Sankt Wolfgang
| Lage                      | Objekt | Akten-Nr.     | Bild |
| ------------------------- | --- | ------------- | ---- |
| Sankt Wolfgang (Standort) | Untertägige spätmittelalterliche und frühneuzeitliche Befunde und Funde im Bereich der Katholischen Pfarrkirche St. Wolfgang in Sankt Wolfgang. | D-1-7738-0139 |      |
| Sankt Wolfgang (Standort) | Untertägige mittelalterliche und frühneuzeitliche Befunde und Funde im Bereich der Katholischen Filialkirche St. Michael in Großschwindau.      | D-1-7738-0141 |      |
| Sankt Wolfgang (Standort) | Untertägige spätmittelalterliche und frühneuzeitliche Befunde und Funde im Bereich von Schloss Armstorf und seiner Vorgängerbauten.             | D-1-7738-0144 |      |
| Sankt Wolfgang (Standort) | Untertägige mittelalterliche und frühneuzeitliche Befunde im Bereich der Katholischen Filialkirche St. Laurentius von Armstorf.                 | D-1-7738-0145 |      |
| Sankt Wolfgang (Standort) | Verebnete Viereckschanze der späten Latènezeit.                                                                                                 | D-1-7738-0206 |      |

### Bodendenkmäler in der Gemarkung Schönbrunn
| Lage                  | Objekt | Akten-Nr.     | Bild |
| --------------------- | --- | ------------- | ---- |
| Schönbrunn (Standort) | Untertägige spätmittelalterliche und frühneuzeitliche Befunde und Funde im Bereich der Katholischen Pfarrkirche St. Wolfgang in Schönbrunn.     | D-1-7739-0115 |      |
| Schönbrunn (Standort) | Untertägige mittelalterliche und frühneuzeitliche Befunde und Funde im Bereich des ehemaligen Edelsitzes Schönbrunn und seiner Vorgängerbauten. | D-1-7739-0161 |      |